# Список заслуженных мастеров спорта СССР (современное пятиборье)
| 1957 год |                               |            |  |           |                 |  |
| 1        | Дерюгин Иван Константинович   | ??.02.1957 |  |           | Советская Армия |  |
| 2        | Новиков Игорь Александрович   | ??.02.1957 |  | Ереван    | «Динамо»        |  |
| 3        | Тарасов Александр Алексеевич  | ??.02.1957 |  | Ленинград | «Динамо»        |  |
| 4        | Сальников Константин Павлович | ??.06.1957 |  |           | Советская Армия |  |
| 1960 год |                               |            |  |           |                 |  |
| 1        | Татаринов Николай Матвеевич   | ??.12.1960 |  | Ленинград | СКА             |  |
| 1962 год |                               |            |  |           |                 |  |
| 1        | Сдобников Эдуард Сергеевич    | ??.10.1960 |  |           |                 |  |

## 1964
- Мокеев, Альберт Андреевич 1936—1969
- Минеев, Виктор Александрович 1937—2002

## 1966
- Тихомирова, Валентина Николаевна 1941

## 1970
- Онищенко, Борис Григорьевич (лишен в 1976)

## 1971
- Лукьяненко, Сергей Владимирович 1946
- Иванов, Леонид Степанович 2.5.1948[5]

## 1972
- Бальцо, Андраш (Венгрия) 1938
- Белов, Вячеслав Александрович 1938—2010
- Леднёв, Павел Серафимович 23 марта 1943 — 23 ноября 2010
- Шмелев, Владимир Константинович 1946
- Шапарнис, Стасис Алоизович 1939

## 1980
- Старостин, Анатолий Васильевич 1960
- Липеев, Евгений Николаевич 1958

## 1982
- Досымбетов, Тимур Камалович  17.12.1957-03.12.2015

## 1985
- Авдеев, Анатолий Федорович 1960
- Шварц, Игорь Владимирович 1963

## 1987
- Киселева, Ирина Владимировна 1966

## 1991
- Хапланов, Алексей Олегович 1960

## 1992
- Зеновка, Эдуард Григорьевич
- Сватковский, Дмитрий Валерьевич
- Яковлева, Светлана Витальевна (значок № 4409)
- Чернецкая, Татьяна Николаевна
- Юферов, Герман Владимирович 1963

## неизв.
- Сельг, Ханно Антонович 1937-2019 (? 1960)
- Пахомов, Борис Павлович (? 1961)